# Charey
Charey est une commune française située dans le département de Meurthe-et-Moselle, en région Grand Est.

## Géographie
La commune est à 2,0 km de Dommartin-la-Chaussée, 2,2 de Saint-Julien-lès-Gorze et 3,6 de Xammes.

### Géologie et relief
La commune se compose de 690,03 hectares de territoires agricoles (73,17 %) et 252,55 hectares de forêts et milieux semi-naturels (252,55 %).
Espaces naturels :
- Deux espaces protégés hors Natura 2000 :

Étangs De La Petite Woëvre,
Parc naturel régional.
- Un espace protégé Natura 2000 :

Pelouses et vallons forestiers du Rupt-de-Mad.
- Trois zones naturelles d'intérêt écologique, faunistique et floristique (Znieff) :

Coteaux calcaires du Rupt-de-Mad au Pays Messin,
Zones humides et forêts de la Woevre,
Vallon forestier du Rupt à Jaulny.
Commune membre du Parc naturel régional de Lorraine.
| Dampvitoux | Dommartin-la-Chaussée | Saint-Julien-lès-Gorze |
|            | Charey                | Rembercourt-sur-mad    |
| Xammes     | Jaulny                |                        |

### Hydrographie et les eaux souterraines
Hydrogéologie et climatologie : Système d’information pour la gestion des eaux souterraines du bassin Rhin-Meuse :
Territoire communal : Occupation du sol (Corinne Land Cover); Cours d'eau (BD Carthage),
Géologie : Carte géologique; Coupes géologiques et techniques,
 Hydrogéologie : Masses d'eau souterraine; BD Lisa; Cartes piézométriques.

#### Réseau hydrographique
La commune est dans le bassin versant du Rhin au sein du bassin Rhin-Meuse. Elle est drainée par le Rupt,.

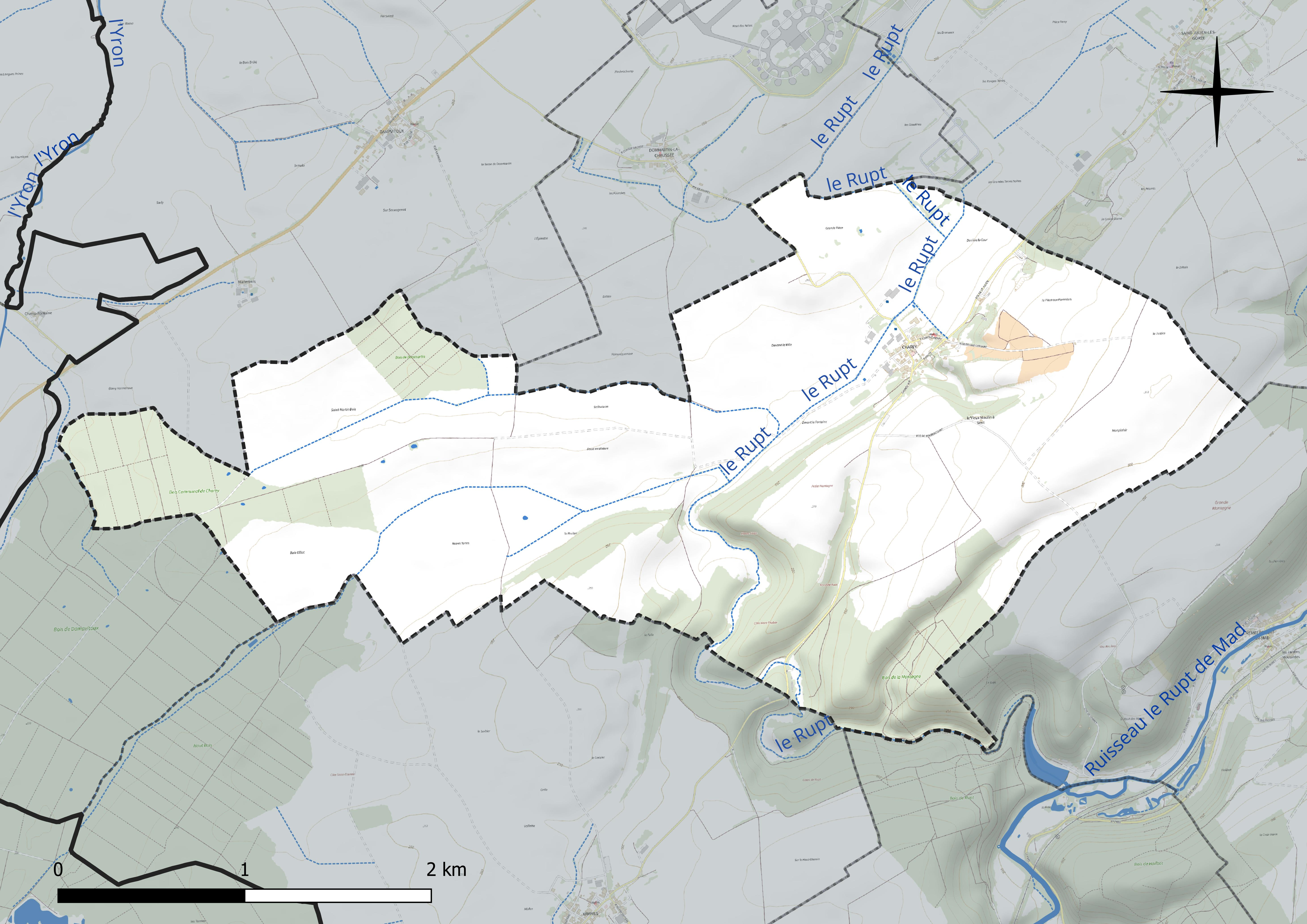
Réseau hydrographique de Charey.

#### Gestion et qualité des eaux
Le territoire communal est couvert par le schéma d'aménagement et de gestion des eaux (SAGE) « Rupt de Mad, Esch, Trey ». Ce document de planification concerne les bassins versants du Rupt de Mad, de l’Esch et du Trey. Le périmètre a été arrêté le 2 juin 2014, la commission locale de l'eau (CLE) a été créée le 20 juin 2017, puis modifiée le 26 mars 20210. La structure porteuse de l'élaboration et de la mise en œuvre est le Parc naturel régional de Lorraine. 
La qualité des cours d’eau peut être consultée sur un site spécial géré par les agences de l’eau et l’Agence française pour la biodiversité.

### Climat
Pour des articles plus généraux, voir Climat du Grand Est et Climat de Meurthe-et-Moselle.
En 2010, le climat de la commune est de type climat de montagne, selon une étude du Centre national de la recherche scientifique s'appuyant sur une série de données couvrant la période 1971-2000. En 2020, Météo-France publie une typologie des climats de la France métropolitaine dans laquelle la commune est dans une zone de transition entre le climat océanique altéré et le climat océanique altéré et est dans la région climatique  Lorraine, plateau de Langres, Morvan, caractérisée par un hiver rude (1,5 °C), des vents modérés et des brouillards fréquents en automne et hiver. 
Pour la période 1971-2000, la température annuelle moyenne est de 9,5 °C, avec une amplitude thermique annuelle de 16,7 °C. Le cumul annuel moyen de précipitations est de 825 mm, avec 12,4 jours de précipitations en janvier et 9,1 jours en juillet. Pour la période 1991-2020, la température moyenne annuelle observée sur la station météorologique de Météo-France la plus proche, « Nonsard », sur la commune de Nonsard-Lamarche à 12 km à vol d'oiseau, est de 10,7 °C et le cumul annuel moyen de précipitations est de 690,8 mm. 
La température maximale relevée sur cette station est de 40,1 °C, atteinte le 25 juillet 2019 ; la température minimale est de −17 °C, atteinte le 1er mars 2005,,. 
Les paramètres climatiques de la commune ont été estimés pour le milieu du siècle (2041-2070) selon différents scénarios d'émission de gaz à effet de serre à partir des nouvelles projections climatiques de référence DRIAS-2020. Ils sont consultables sur un site spécial publié par Météo-France en novembre 2022.

## Urbanisme

### Typologie
Au 1er janvier 2024, Charey est catégorisée commune rurale à habitat dispersé, selon la nouvelle grille communale de densité à sept niveaux définie par l'Insee en 2022.
Elle est située hors unité urbaine. Par ailleurs la commune fait partie de l'aire d'attraction de Metz, dont elle est une commune de la couronne,. Cette aire, qui regroupe 245 communes, est catégorisée dans les aires de 200 000 à moins de 700 000 habitants,.

### Occupation des sols
L'occupation des sols de la commune, telle qu'elle ressort de la base de données européenne d’occupation biophysique des sols Corine Land Cover (CLC), est marquée par l'importance des territoires agricoles (73,1 % en 2018), une proportion sensiblement équivalente à celle de 1990 (72,8 %). La répartition détaillée en 2018 est la suivante : terres arables (64,1 %), forêts (26,9 %), prairies (9 %). L'évolution de l’occupation des sols de la commune et de ses infrastructures peut être observée sur les différentes représentations cartographiques du territoire : la carte de Cassini (XVIIIe siècle), la carte d'état-major (1820-1866) et les cartes ou photos aériennes de l'IGN pour la période actuelle (1950 à aujourd'hui).

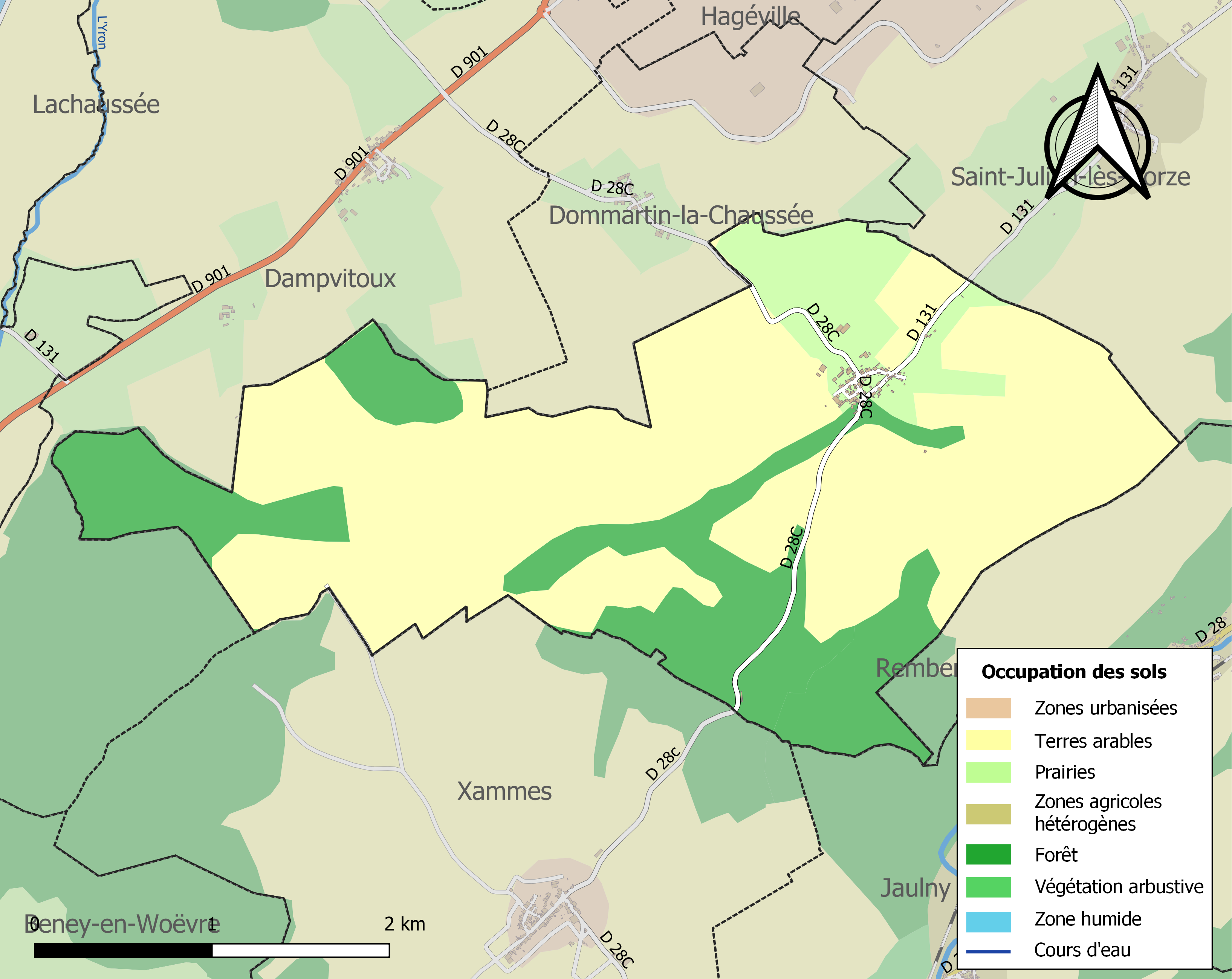
Carte des infrastructures et de l'occupation des sols de la commune en 2018 (CLC).

## Toponymie
Le nom de la localité est attesté sous les formes Alodium in pago Wabrense, in villa Careica ; Vullerannus de Careio (1055) ; Feodum de Chareio (1134) ; Chairey (1404) ; Charrey (1782).

## Histoire
- Le blason du village est le blason de l'ancienne famille de Gourcy qui posséda la seigneurie de Charey pendant plusieurs siècles. La devise de la commune(Loyal Antique Vayant) est aussi liée à cette famille, son explication sera donnée plus loin.
- À l'origine la seigneurie est propriété de la très antique Maison de Beauvau (deviendra famille princière) qui la cédera par procès-verbal, daté de 1571 à Saint-Mihiel, d'Alolf de Beauvau en faveur de François de Gourcy seigneur de la Ville-sur-Yron, ainsi les Gourcy en resteront propriétaires jusqu'à la fin du XVIIIe siècle fondant une branche dite "de Gourcy-Charey".
- Le petit-fils de ce dernier lui aussi prénommé François né en 1595 s'illustrera particulièrement : d'abord lieutenant-colonel du régiment de Blainville puis en 1627 capitaine de 200 hommes d'armes deviendra pendant la guerre de Trente Ans gouverneur de la place forte de Wildenstein par lettres du duc Charles IV de Lorraine du 14 octobre 1638, qui avait déjà montré sa confiance à François par une lettre du 4 avril 1634 où le prince lui confie la conduite de l'armée tout entière.

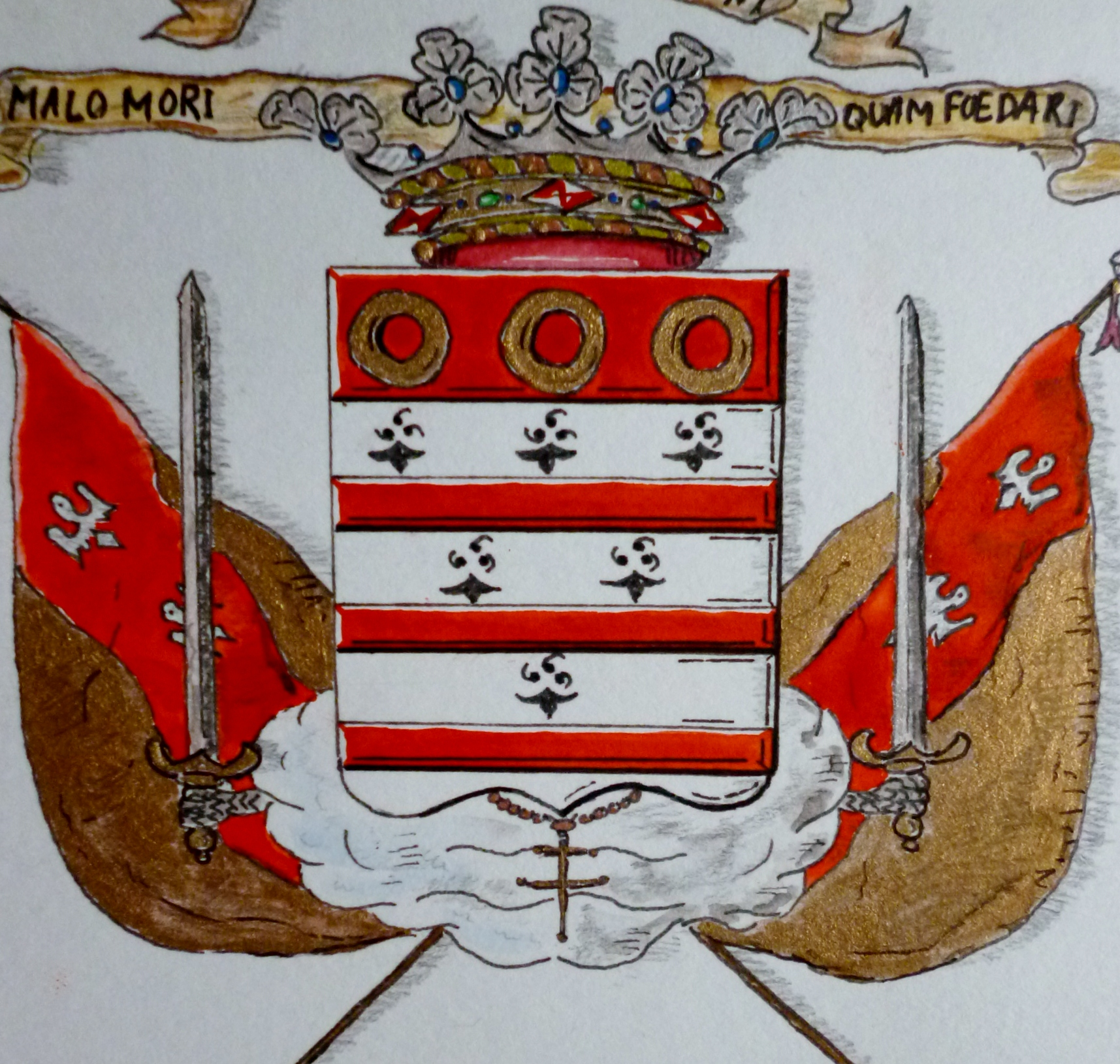
Blason de François II de Gourcy-Charey.

De plus il fut l'un des seigneurs lorrains qui s'opposa le plus activement aux désordres et exactions engendrés par les troupes suédoises, contre lesquelles il soutint en son château de Charey un siège où il tua de sa main leur commandant et dissipa la troupe, événement survenu lors du conflit qui dévasta la Lorraine, qui détruisit aussi son château de Viller. 
La devise du village semble liée à ce fait : Loyal (à leur duc) Antique (ancienneté du nom des seigneurs cf Beauvau et Gourcy) Vayant (courage physique de François).
- Le fils de cette noble figure sera en plus de seigneur de Charey, bailli d'Étain et son fils (François Antoine) sera créé par le duc Léopold de Lorraine comte (1709) et sera colonel de gardes du corps de ce dernier ; son fils Amédée comte de Gourcy de Charey aura lui-même l'honneur d'être l'aide de camp du prince de Carignan.

Cette branche s'éteindra dans une autre branche des Gourcy faute de mâles.
- Le village sera endommagé au cours de la guerre 1914-1918.

## Politique et administration
| Période                                  | Période                   | Identité                                    | Étiquette | Qualité                                                   |
| ---------------------------------------- | ------------------------- | ------------------------------------------- | --------- | --------------------------------------------------------- |
| Les données manquantes sont à compléter. |                           |                                             |           |                                                           |
| mars 2001                                | mars 2008                 | André Henry                                 |           |                                                           |
| mars 2008                                | En cours (au 25 mai 2020) | Lionel Lara, Réélu pour le mandat 2020-2026 |           | Employé civil ou agent de service de la fonction publique |

### Budget et fiscalité 2023
En 2023, le budget de la commune était constitué ainsi :
- total des produits de fonctionnement : 99 000 €, soit 1 087 € par habitant ;
- total des charges de fonctionnement : 69 000 €, soit 756 € par habitant ;
- total des ressources d'investissement : 37 000 €, soit 410 € par habitant ;
- total des emplois d'investissement : 14 000 €, soit 156 € par habitant ;
- endettement : 4 000 €, soit 48 € par habitant.

Avec les taux de fiscalité suivants :
- taxe d'habitation : 13,20 % ;
- taxe foncière sur les propriétés bâties : 31,58 % ;
- taxe foncière sur les propriétés non bâties : 25,12 % ;
- taxe additionnelle à la taxe foncière sur les propriétés non bâties : 0,00 % ;
- cotisation foncière des entreprises : 0,00 %.

Chiffres clés Revenus et pauvreté des ménages en 2021 : médiane en 2021 du revenu disponible, par unité de consommation.

## Population et société

### Démographie

#### Évolution démographique
L'évolution du nombre d'habitants est connue à travers les recensements de la population effectués dans la commune depuis 1793. Pour les communes de moins de 10 000 habitants, une enquête de recensement portant sur toute la population est réalisée tous les cinq ans, les populations de référence des années intermédiaires étant quant à elles estimées par interpolation ou extrapolation. Pour la commune, le premier recensement exhaustif entrant dans le cadre du nouveau dispositif a été réalisé en 2008.

En 2022, la commune comptait 89 habitants, en évolution de +12,66 % par rapport à 2016 (Meurthe-et-Moselle : −0,13 %, France hors Mayotte : +2,11 %).
| 1793 | 1800 | 1806 | 1821 | 1831 | 1836 | 1841 | 1846 | 1851 |
| ---- | ---- | ---- | ---- | ---- | ---- | ---- | ---- | ---- |
| 327  | 324  | 352  | 375  | 378  | 401  | 382  | 381  | 390  |

| 1856 | 1861 | 1872 | 1876 | 1881 | 1886 | 1891 | 1896 | 1901 |
| ---- | ---- | ---- | ---- | ---- | ---- | ---- | ---- | ---- |
| 365  | 341  | 322  | 330  | 298  | 287  | 252  | 250  | 251  |

| 1906 | 1911 | 1921 | 1926 | 1931 | 1936 | 1946 | 1954 | 1962 |
| ---- | ---- | ---- | ---- | ---- | ---- | ---- | ---- | ---- |
| 231  | 202  | 180  | 138  | 130  | 117  | 87   | 155  | 110  |

| 1968 | 1975 | 1982 | 1990 | 1999 | 2006 | 2008 | 2013 | 2018 |
| ---- | ---- | ---- | ---- | ---- | ---- | ---- | ---- | ---- |
| 106  | 75   | 68   | 71   | 64   | 73   | 75   | 78   | 86   |

| 2022 | - | - | - | - | - | - | - | - |
| ---- | - | - | - | - | - | - | - | - |
| 89   | - | - | - | - | - | - | - | - |

## Économie

### Entreprises et commerces

#### Agriculture
- Culture et élevage associés.
- Culture de céréales, de légumineuses et de graines oléagineuses.

#### Tourisme
- Hébergements et restauration à Jaulny, Vandières, Hattonchâtel.

#### Commerces
- Commerces et services de proximité[36].

## Culture locale et patrimoine

### Lieux et monuments
- Présence de substructions gallo-romaines en plusieurs endroits de la commune.
- Église Saint-Maurice reconstruite après 1918.

### Personnalités liées à la commune
- François II de Gourcy seigneur de Charey(1595-1674). Connétable des armées du duc de Lorraine.

### Héraldique, logotype et devise
| Blason de Charey | Blason  | D'argent à trois fasces de gueules, accompagnées de six mouchetures d'hermine de sable posées 3-2-1, au chef de gueules chargé de trois annelets d'or. Devise / Cri« loyal, antique et vaillant ». |
| Blason de Charey | Détails | Le statut officiel du blason reste à déterminer. |